# Olivier Truchot
Pour les articles homonymes, voir Truchot.
Olivier Truchot, né le 16 juin 1968 à Paris, est un journaliste français de radio et de télévision. Il coanime Les Grandes Gueules en compagnie d'Alain Marschall, sur RMC et RMC Story, et présente aussi BFM Story, une émission d'avant soirée sur BFM TV.

## Biographie
Diplômé de l'IPJ, il débute comme reporter et présente les journaux en FM puis devient rédacteur en chef d'Autoroute FM.

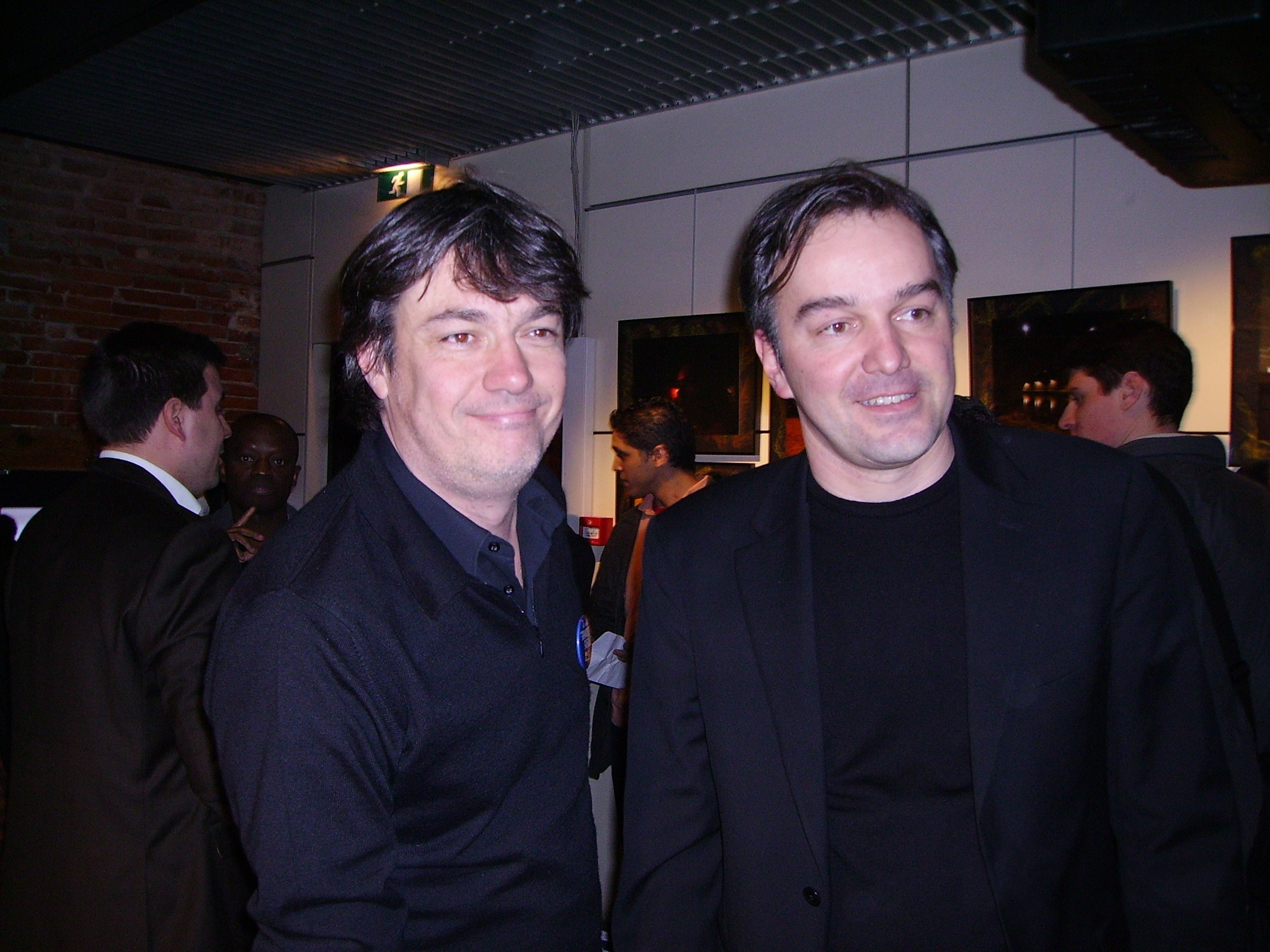
Alain Marschall et Olivier Truchot lors du « Tour de Gaule » des Grandes Gueules en 2007 à Toulouse.

Sa carrière prend son envol quand il arrive à RMC en 2002 en tant qu'animateur. Il y anime des émissions de débat avec Alain Marschall : Controverses (2002-2003), On nous la fait pas (2003-2004) et depuis 2004, le grand show d'actualité Les Grandes Gueules diffusé en simultané sur RMC Story,,.
À la rentrée de septembre 2008, tout en poursuivant son émission sur RMC, Olivier Truchot reprend avec son compère Alain Marschall, la case de 19 h à 20 h sur la chaîne d'information en continu BFM TV avec une émission interactive 19h Marschall Truchot proposant aux téléspectateurs de commenter l'actualité.
À partir de janvier 2010, Olivier Truchot présente toujours avec Alain Marschall, BFM Story de 17 h à 18 h (décalé d'une heure jusqu'à 19 h à août 2010), un débat autour du « fait marquant du jour ».
À la rentrée de 2011, Olivier Truchot mène désormais seul le magazine BFM Story, de 18 h à 19 h du lundi au vendredi (puis à partir de la rentrée de 2018, de 17 h à 19 h du lundi au jeudi), tandis qu'Alain Marschall présente de son côté le journal de 20 heures de BFM TV.
À la rentrée 2021, son compère Alain Marschall le rejoint à la présentation de BFM Story désormais diffusé de 16h50 à 18h50.
Il joue son propre rôle dans la série télévisée Marseille (2016).

## Controverses et prises de position
Le journaliste et choniqueur Samuel Gontier l'accuse de manquer de neutralité et de « mettre en valeur les militaires putschistes et les éditorialistes de l'hebdomadaire Valeurs Actuelles ».
Après les incendies de l'été 2022 en Gironde, le secrétaire national d'Europe Écologie Les Verts Julien Bayou s'est emporté contre Olivier Truchot, qu'il a accusé de se transformer en « procureur » tentant de faire porter aux écologistes la responsabilité des dramatiques incendies.

## Ouvrage
- avec Alain Marschall, Les secrets des Grandes Gueules, L'Archipel, 2018.
- avec Alain Marschall, Les Grandes Gueules, 20 ans de succès, Éditions de l'Archipel, 2024.